# شاهان فول

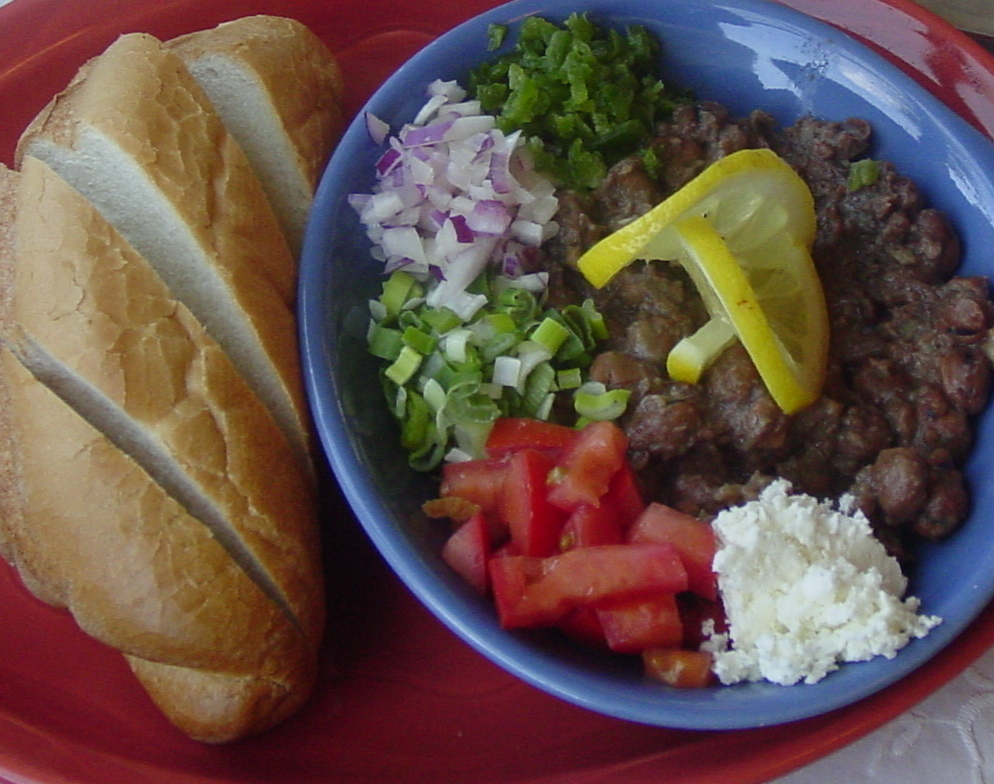
شاهان فول همواره با سبزیجات ریز شده و لیمو و روغن زیتون سرو می شود..

شاهان فول (ساده شده آن "فول" است.) خوراکی مشترک میان مردم اریتره، اتیوپی و سودان است.
این خوراک بیشتر برای ناشدا (صبحانه) سرو می‌شود.
باور مردم براین است که این خوراک از سودان وارد شده است.

## شیوه پخت
برای پخت این خوراک باقلا را با گرمای ملایم به مدت پنج ساعت در آب جوش می جوشانیم تا نرم و کشدار (مانند هلیم) بشود.
سپس آن را با پیازچه ریزشده، گوجه فرنگی، پنیر فتا، روغن زیتون، لیمو ترش، ارده سرو می‌کنیم. همچنین دوغ نوشیدنی است که همراه با این خوراک نوشیده می شود.
در این کشورهای شمال آفریقا این خوراک را با ادویه محلی بِربِره (berbere) خورده میشود.
خوراکی مانند شاهان فول به نام «فول مِدامِس» هم در مصر دوستداران فراوانی دارد.